# Tonight, the Night
『Tonight, the Night』（トゥナイト ザ ナイト）は、BONNIE PINKの16枚目のシングル。2003年1月22日発売。発売元はワーナーミュージック・ジャパン。CDコードはWPC7-70003。

## 解説
- 前作から1年5ヶ月ぶりとなるシングル。トーレ・ヨハンソンが約5年ぶりにプロデューサーとして参加した[要出典]。
- アルバム『Present』の先行シングルとして発売された。

## 収録曲
1. Tonight,the Night （4:35）
（作詞・作曲:BONNIE PINK）
2. Touch Me / All Night Long （4:00）
（作詞・作曲:Patrick Peter Adams、Deiyle Gregory Carmicheal）
 ※キャシー・デニスの1992年のヒット曲のカバー。

## 収録アルバム
- 『Present』（1.）
- 『Every Single Day -Complete BONNIE PINK（1995-2006）-』（1.）
- 『Pink in Red 〜BONNIE PINK LIVE 2003 "Tonight, the Night" at AKASAKA BLITZ〜』（1.）
- 『Back Room -BONNIE PINK Remakes-』（1.-リメイクされて収録。）

- アルバム未収録（2.）